# Histoire de la Seine-Saint-Denis
L'histoire de la Seine-Saint-Denis est celle d'un département jeune sur le plan administratif puisqu'il a été créé le 1er janvier 1968, en application de la loi du 10 juillet 1964, à partir de la partie nord-est de l'ancien département de la Seine (24 communes) et d'une petite portion de celui de Seine-et-Oise (16 communes).
Il hérite du code postal « 93 », autrefois dévolu au département de Constantine.

## Avant la naissance du département

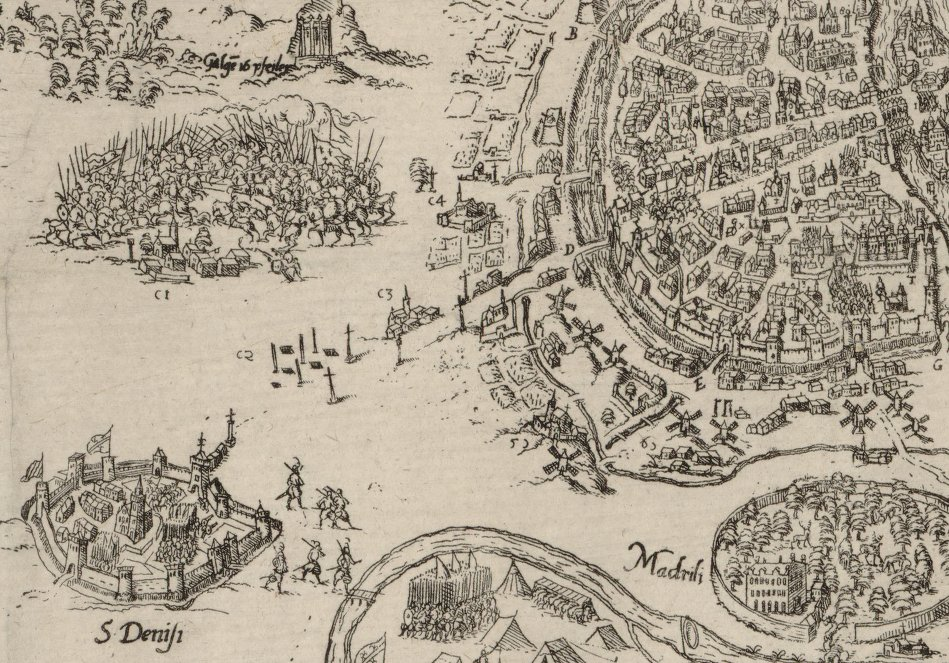
Carte de Mathis Zundten, BnF, 1565.

Si le département de la Seine-Saint-Denis est très récent, le territoire a de tous temps été occupé par l'homme, notamment à l'époque gallo-romaine et à l'époque médiévale. Durant le Moyen Âge, la Seine-Saint-Denis est à la fois un centre économique avec la foire du Lendit et spirituel avec l'abbaye de Saint-Denis. Selon l'historienne Anne Lombard-Jourdan, ces deux particularités trouvent leur origine dans l'antiquité gauloise et gallo-romaine avec la présence dans la pleine du Lendit d'un lieu de rassemblement des peuples gaulois, sur la route de l'étain, à la limite des Gaules Belgique et Celtique. 
L'idée que la plaine Saint-Denis avait une importance particulière à l'époque gauloise apparaît en tout cas dans des écrits de Suger rappelant la présence près de la Montjoie d'antiques colonnes sur l'Estrée,, de Raoul de Presles parlant d'un lieu d'adoration de trois dieux païens et y plaçant le centre des Gaules évoqué par Jules César, sur des œuvres d'art comme la tapisserie de la bataille de Saint-Denis qui évoque les « Champs Druydes », une peinture de Sainte-Geneviève qui montre un cromlech à proximité de l'Estrée, ou encore la carte de Mathis Zundten qui montre une série de vestiges archéologiques au XVIe siècle également.

### La foire du Lendit

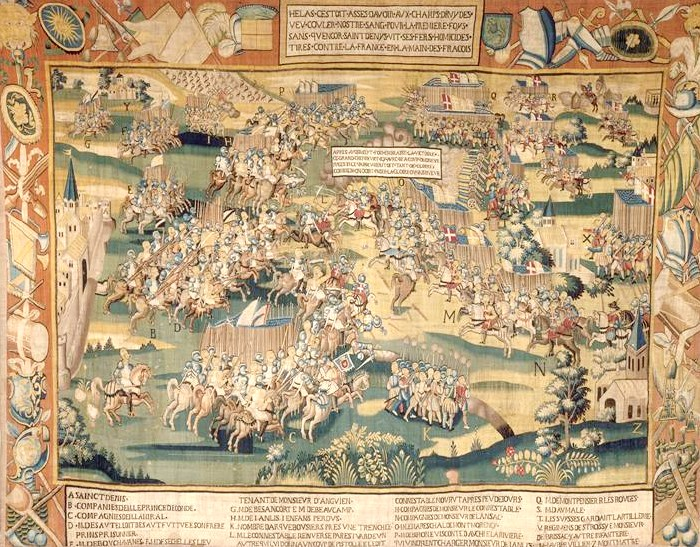
La bataille de Saint-Denis, musée de la Renaissance (Écouen), 1567.

Le mot Indicere avait leur sens de convoquer ou édicter : au XVIe siècle, on trouve les expressions indire une assemblée, une guerre, une peine, un jeûne, une foire. On prit l’habitude d’appeler Indictum l’assemblée tenue en un temps et un lieu déterminés pour y traiter les affaires religieuses, judiciaires, militaires et commerciales. Selon Anne Lombard-Jourdan, les assemblées gauloises mentionnées par Jules César continuèrent à se réunir sous la domination romaine au Nord de Lutèce dans la plaine Saint-Denis. Le nom Endit puis par agglutination de l’article Lendit fut donné au Champ ou à la plaine situé entre le pas de la chapelle et Saint-Denis. Les lieux portant ce nom sont groupés au nord de la Loire ; pour Anne Lombard-Jourdan, certains bois du Landy ou champ du Landy correspondent en pleine campagne ou dans la forêt à de très anciens lieux d’assemblée ; ce sont de vieux rendez-vous gaulois à la fois religieux et marchands remontant parfois à des emplacements marqués dès avant la conquête romaine. Le nom serait resté attaché au site des foires qui furent également dénommées d'après ce mot. 
La foire du Lendit (ou du Landit) est au moins attestée sous ce nom au XIe siècle. Cependant, d'après un diplôme de fondation daté de 629, elle est réputée avoir été créée au VIIe siècle par Dagobert Ier. Il est d'ailleurs vraisemblable que, située sur une route romaine, la Via Agrippa qui allait vers la Mer du Nord et constituait la route de l'étain, elle plonge ses racines dans l'antiquité gauloise. En 1215, Philippe Auguste réglementa son installation. Pendant la durée de la foire, les marchands devaient cesser de vendre aux Halles de Paris.  En 1319, la foire fut incendiée et reconstruite. En 1556, en raison des intempéries, mais surtout des troubles de la guerre de Cent Ans et des guerres de religion, la foire fut déplacée par un arrêt de Henri II à l'intérieur des murs de Saint-Denis, à l'emplacement de l'actuelle place Jean-Jaurès, où de nouvelles loges en bois furent construites pour l'accueillir. En 1793, la foire disparut.

### L'abbaye de Saint-Denis

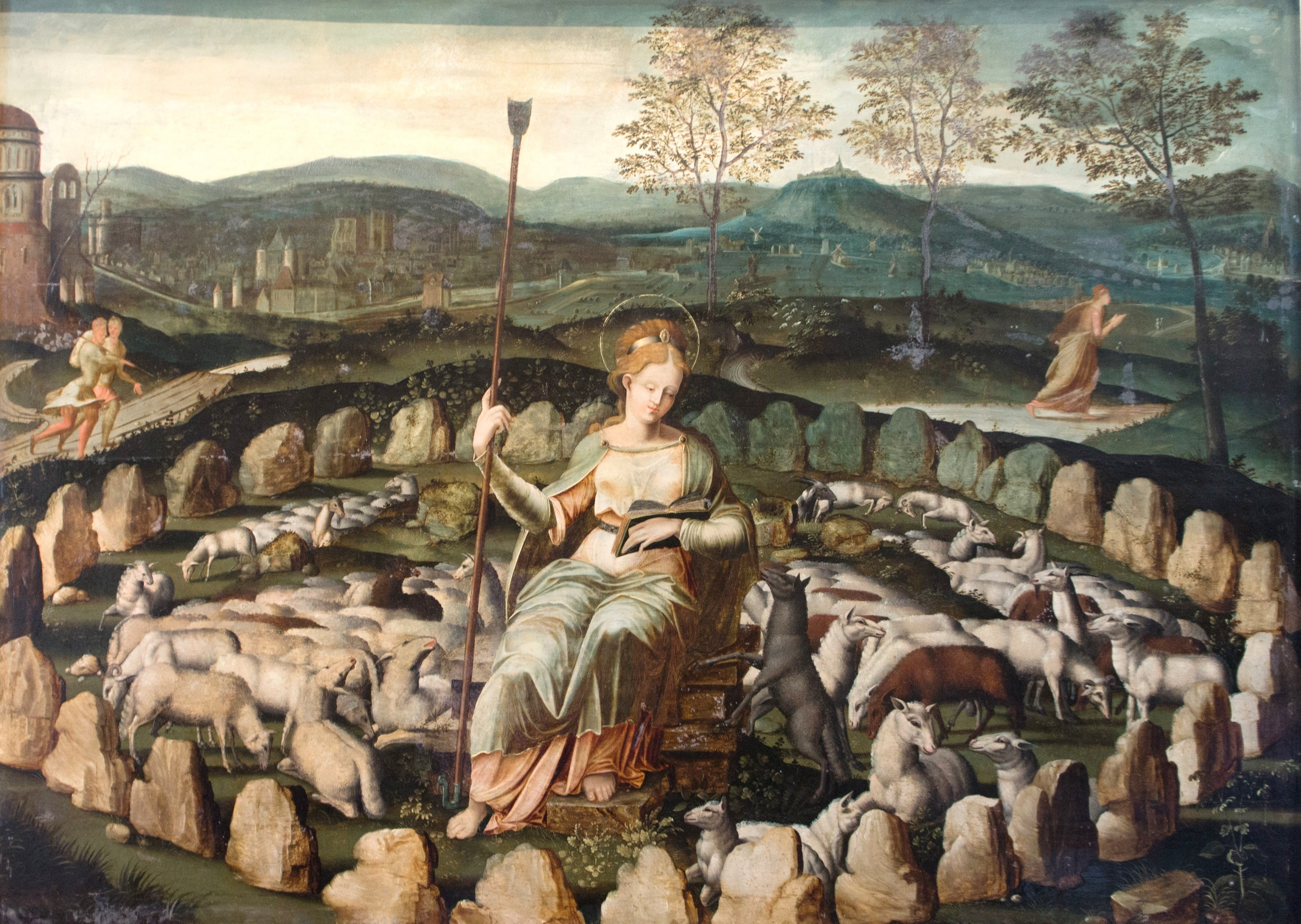
Sainte Geneviève, Carnavallet, (1570-1589).

Dès le Bas-Empire, un cimetière gallo-romain est attesté sur le site de Saint-Denis. Au IVe siècle, un mausolée fut élevé à l'emplacement du maître-autel actuel et fit déjà l'objet d'un culte. Puis, vers 475, sainte Geneviève acheta les terres alentour et fit construire une église. Un premier agrandissement du mausolée est attesté par une prolongation de 11 mètres plus à l’ouest. Alors que Michel Fleury le situait entre 540 et 550, soit sous le règne de Childebert Ier, Patrick Périn l’a récemment estimé aux années 451-459, proposant d’y reconnaître l’église de sainte Geneviève. De fait, le lieu avait un grand prestige comme en témoigne la découverte en 1959 du sarcophage de la reine Arégonde, épouse de Clotaire Ier et bru de Clovis, morte entre 573 et 579, première personne royale qui y fut inhumée. L'église fut agrandie une seconde fois sous Dagobert Ier qui y fit placer vers l'an 630, les corps de saint Denis (premier évêque de Paris) et ses deux compagnons, le prêtre Rustique et le diacre Éleuthère. Dagobert Ier fut le premier roi des Francs à être inhumé en l'église de Saint-Denis. Sous les Mérovingiens et les Carolingiens, cette nécropole royale partagea ce privilège avec d'autres églises. Vers 650, furent créés le monastère et une série de sanctuaires secondaires dédiés à saint Barthélemy, saint Paul et saint Pierre.

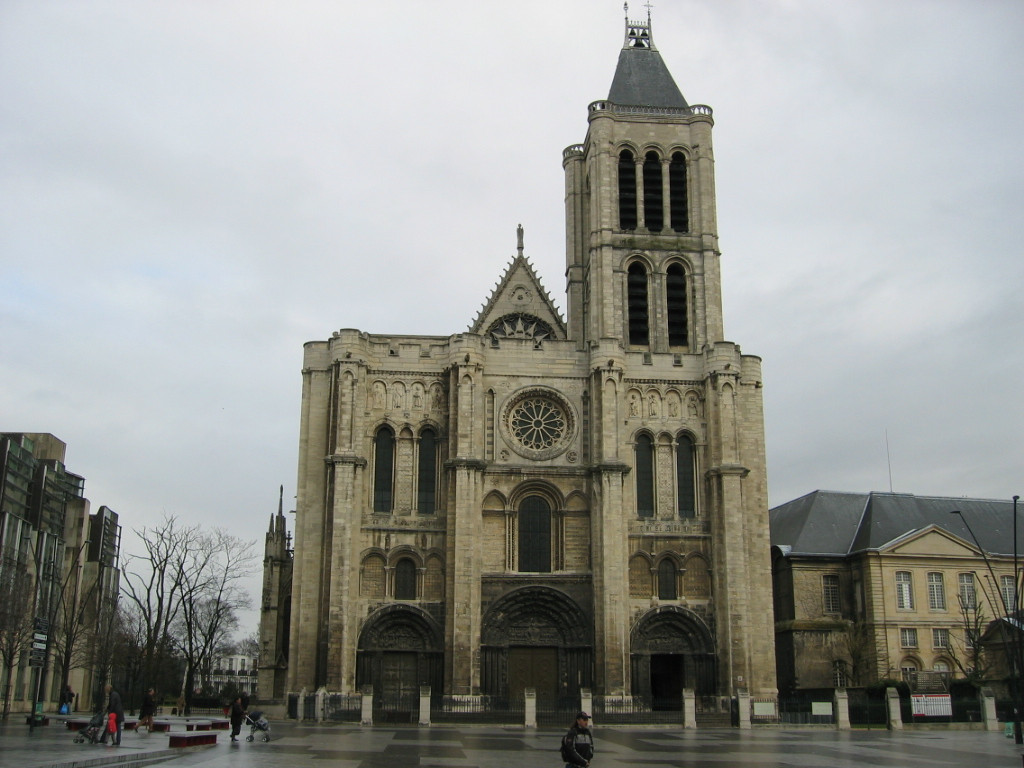
La basilique Saint-Denis, aperçu général de l'édifice.

Les liens privilégiés que l’abbaye de Saint Denis entretenait avec la royauté mérovingienne se renforcent sous les Carolingiens. Dans la première moitié du XIIe siècle, entre 1135 environ et 1144, l'abbé Suger, conseiller des rois Louis VI et de Louis VII, agrandit l'abbatiale en remaniant le narthex d'une façade dotée pour la première fois d'une rose et de trois portails de grandes dimensions. Il modifia aussi le chœur en lui ajoutant des chapelles rayonnantes. L'abbaye bénédictine de Saint-Denis devint un établissement prestigieux et riche, grâce à l'action de Suger, abbé de 1122 à 1151. Ce dernier souhaita rénover la vieille église carolingienne afin de mettre en valeur les reliques de saint Denis dans un nouveau chœur : pour cela, il voulut une élévation importante et des baies qui laissent pénétrer la lumière. Suger décida donc de la reconstruction de l'église en s'inspirant du nouveau style entraperçu dans la cathédrale Saint-Étienne de Sens. En 1140, il fit édifier un nouveau massif occidental, en s'inspirant des modèles normands de l'âge roman comme l'abbatiale Saint-Étienne de Caen. L'abbaye fut consacrée le 11 juin 1144, inaugurant le francigenum opus, appelé plus tard l'art gothique. Reprenant le principe du déambulatoire à chapelle rayonnante en le doublant, Suger innova en prenant le parti de juxtaposer les chapelles autrefois isolées en les séparant par un simple contrefort. Chacune des chapelles comporte de vastes baies jumelles munies de vitraux filtrant la lumière. Le voûtement adopte la technique de la croisée d'ogives qui permet de mieux répartir les forces vers les piliers. C'est à partir du règne de Louis VI que rois de France se rendirent à l'abbaye pour lever l'Oriflamme de Saint-Denis avant de partir en guerre ou en croisade.
L'intelligentsia san-dionysienne attribua ainsi la fondation du monastère à Dagobert, obtenant ou forgeant les diplômes royaux propres à assurer à Saint-Denis une totale exemption et le contrôle des foires dont celle du Lendit, ce qui permit à l'abbaye de s'attacher l'appui de la monarchie franque puis française. Elle composa les textes exaltant la ﬁgure de saint Denis et récupéra à son profit le prestige lié au site du Lendit.

### La révolution
Le 1790 à 1795 l'actuel département de la Seine-Saint-Denis était partagé entre 2 départements, (département de Paris et département de Seine-et-Oise) et 3 districts (District de Bourg-de-l'Égalité, District de Franciade et District de Gonesse. De 1791 à 1793, les trois districts (Paris, Franciade et Bourg-de-l'Égalité) du département de Paris, fournirent 48 bataillons de volontaires nationaux et 4 compagnies. De 1791 à 1793, les 9 districts (Corbeil, Dourdan, Étampes, Gonesse, Mantes, Montfort, Pontoise, Saint-Germain et  Versailles) du département de Seine-et-Oise fournirent 14 bataillons de volontaires nationaux.

## La création du département

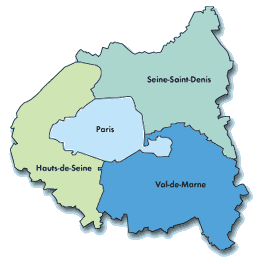
La petite couronne de Paris

La création des départements de Paris, des Hauts-de-Seine, de la Seine-Saint-Denis, du Val-de-Marne, de l'Essonne, des Yvelines, du Val-d'Oise à partir de la Seine et de la Seine-et-Oise en 1968

Le département des Hauts-de-Seine a été créé par la loi du 10 juillet 1964 portant réorganisation de la région parisienne, qui décide de diviser les anciens départements de la Seine et de Seine-et-Oise.
Jusqu'en 1964, la région parisienne se subdivisait en 3 départements, créés par la loi du 4 mars 1790 :
- le département de Paris, rebaptisé en 1795 "département de la Seine" (480 km2),
- le département de Seine-et-Oise (5 600 km2),
- le département de Seine-et-Marne (5 915 km2).

Les deux premiers vont donner naissance à 7 nouveaux départements, la Seine-et-Marne conservant son nom et son territoire. La loi ressuscite le département de Paris qui est entouré par 
- la grande couronne composée des départements non limitrophes de Paris : Val-d'Oise, Yvelines, Essonne, Seine-et-Marne.
- la petite couronne avec 3 départements limitrophes de Paris : Seine-Saint-Denis, Val-de-Marne, Hauts-de-Seine

## De la création à aujourd'hui
Le département de la Seine-Saint-Denis a été créé le 1er janvier 1968, en application de la loi du 10 juillet 1964, par le décret d'application du 25 février 1965, à partir de la partie nord-est de l'ancien département de la Seine (24 communes) et d'une petite portion de celui de Seine-et-Oise (16 communes).
Il hérite du code postal « 93 », autrefois dévolu au département de Constantine. Sa préfecture est Bobigny

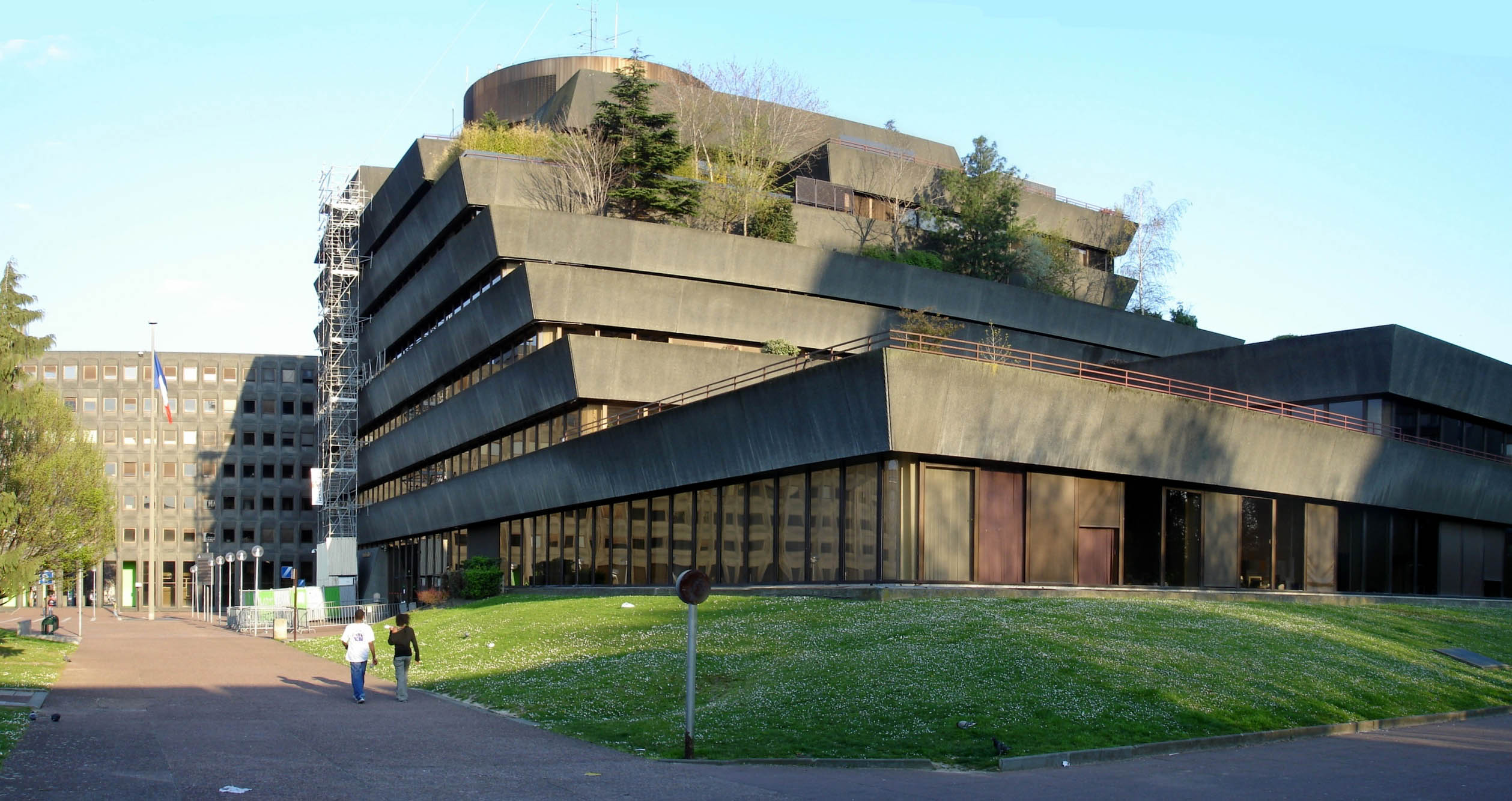
La préfecture de Bobigny, conçue par l'architecte Michel Folliasson (1965-1971).

La création du département, qui répondait à l'origine à la disparition des anciens départements de la Seine et de Seine-et-Oise, et à la dissolution du District de Paris, a été motivée par le souhait plus ou moins implicite du pouvoir politique de l'époque de cantonner dans un espace déterminé ce qui pouvait constituer un obstacle majeur à la mise en œuvre de la politique gaulliste, c'est-à-dire la présence du Parti communiste français. En effet, celui-ci, grâce à son influence dans les communes de la ceinture rouge de la petite couronne où il s'était implanté dès les élections municipales de 1935, avait réussi à plusieurs reprises à exercer la présidence du conseil général de la Seine.
La Seine-Saint-Denis était, quelque part, comme la concession tacite d'un territoire donné à la principale force politique d'opposition de l'époque.
Par voie de conséquence, elle permettait d'envisager que les deux autres départements constitués dans la proche banlieue (Hauts-de-Seine et Val-de-Marne) échapperaient à l'influence de cette même force d'opposition, tout en bénéficiant des programmes les plus déterminants d'aménagement urbain (notamment La Défense pour les Hauts-de-Seine, ou encore le secteur de la Ville Nouvelle de Créteil).
Cependant, comme pour les deux autres départements de la petite couronne, le subtil découpage territorial était organisé de telle sorte que ce qui avait constitué pour l'essentiel la ceinture rouge depuis l'époque du Front populaire (les anciennes communes du département de la Seine) soit « tempéré » par adjonction de communes issues de Seine-et-Oise, réputées à priori moins portées à choisir des élus de gauche, et surtout communistes, pour les représenter.
Illustre notamment cette situation le choix délibéré et parfaitement arbitraire de la ville sous-préfecture, issue de Seine-et-Oise, la petite ville bourgeoise, créée de toutes pièces sous le Second Empire, Le Raincy. Au regard de sa sociologie, de la réalité de ses activités économiques, Le Raincy était parfaitement atypique dans le département.
Le décret fixant le chef-lieu à Bobigny est pris le 25 février 1965 sur proposition du préfet Henri Bouret. Si Saint-Denis, sous-préfecture de l'ancien département de la Seine, avait la légitimité pour devenir chef-lieu de département, ce choix s'est heurté à l'opposition du maire PCF Auguste Gillot et au manque de disponibilités foncières, sauf à urbaniser le parc de la Légion d'honneur. Stains et Villemomble furent un temps envisagés puis écartés. Le préfet de région Paul Delouvrier proposa Bondy, mais le maire SFIO Maurice Coutrot étant opposé à la réorganisation de la région parisienne, il rejeta l'implantation de la préfecture sur sa commune. Henri Bouret se tourne alors vers Bobigny. Après avoir consulté le député et secrétaire national du PCF Jacques Duclos, le maire PCF Georges Valbon donne son accord en ayant obtenu que l'aménagement soit confiée à la municipalité, ce qui fut fait via la SEMABRO, une société d'économie mixte gérée par la municipalité. Peu urbanisée, la commune dispose alors de vastes réserves foncières pour édifier la cité administrative, à proximité du canal de l'Ourcq.
Toutes les villes de l'ancien département de la Seine ont été confrontées, dans les années 1960 et 1970, à la nécessité de lutter contre l'habitat insalubre, les bidonvilles et les logements indignes et toutes ont mené, à des degrés divers, des politiques ambitieuses de réalisation de programmes locatifs sociaux, par la constitution d'un parc social très important dont la qualité de vie était réelle à l'époque de sa mise en œuvre.
Cela dit, la maîtrise de ce développement urbain n'a pas été totalement dévolue à l'origine aux collectivités locales, et l'existence de l'Office Interdépartemental de la Région Parisienne ( organisme HLM contrôlé par la Préfecture de Région et la Ville de Paris ) a motivé que certaines réalisations, décriées par la suite, aient été faites sans contrôle réel des collectivités locales.
C'est notamment le cas des ensembles immobiliers des 4000 de la Courneuve ou du Clos Saint Lazare à Stains.
Cette maîtrise urbaine a également été nettement moins forte dans les communes issues de l'ancien département de Seine-et-Oise, où la grande majorité des programmes d'habitat social réalisés l'ont été soit sous la responsabilité de l'OIRP, soit sous celle de sociétés HLM privées, issues notamment de la Caisse des Dépôts et Consignations, ou filiales des organismes collecteurs du 1 % logement.
C'est notamment le cas des ensembles des 3000 logements à Aulnay-sous-Bois ou de celui des Beaudottes à Sevran.
Enfin, dans certains cas, le choix de la réalisation de grandes copropriétés a été validé en lieu et place de la réalisation de logements locatifs sociaux.
C'est notamment le cas de l'ensemble des Bosquets sur Clichy Montfermeil, qui a constitué, sur la durée, l'un des quartiers les plus difficiles du département, dans le cadre de la politique de la ville.
Mais elles ont aussi été confrontées à la désindustrialisation progressive de l'ensemble de la région Parisienne, et singulièrement de la proche banlieue, notamment parce que le pouvoir gaulliste ( et le pouvoir pompidolien après lui ) favorisait l'implantation d'entreprises de production dans le cadre de l'aménagement du territoire dans les autres régions de France, y compris celles n'ayant que peu de tradition industrielle.
Cette situation a fait de la Seine-Saint-Denis l'un des départements les plus touchés par le phénomène des friches industrielles, et l'un de ceux les plus précocement et les plus lourdement frappés par le chômage.
Ce processus a notamment affecté des communes comme Saint-Denis, Saint-Ouen, Aubervilliers, Pantin, Montreuil-sous-Bois, La Courneuve ou encore le Bourget, Drancy ou Bobigny, toutes villes de riche et importante tradition industrielle, notamment dans l'ensemble des activités liées à la métallurgie, toutes villes frappées par les réductions massives d'effectifs, les fermetures d'entreprises et les délocalisations d'activité.
L'activité économique (cf. ci-dessous) a connu des évolutions ultérieures importantes, notamment de par la réalisation et le développement de la zone de l'Aéroport Paris-Charles-de-Gaulle mais aussi par la relance des activités sur les anciennes communes à vocation industrielle.
L'histoire récente de la Seine-Saint-Denis, c'est aussi un aménagement du territoire dont il a fallu corriger les erreurs au fil du temps, et qui est encore loin de répondre aux attentes naturelles des habitants.
Ainsi, l'autoroute A1 a-t-elle constitué, pendant de longues années, une véritable blessure ouverte dans le paysage urbain, notamment à la Plaine Saint-Denis, mais plus généralement entre Saint-Denis et jusqu'à Garonor, morcelant les quartiers et les villes et générant une paupérisation progressive des riverains.
De même, le département est, de longue date, l'objet de luttes importantes en matière de transport public, dont la moindre preuve n'est pas la difficulté de réaliser les infrastructures de transport en commun prévues au Schéma directeur de la région Île-de-France, malgré des inscriptions financières dans les divers Contrat de projets État-région.

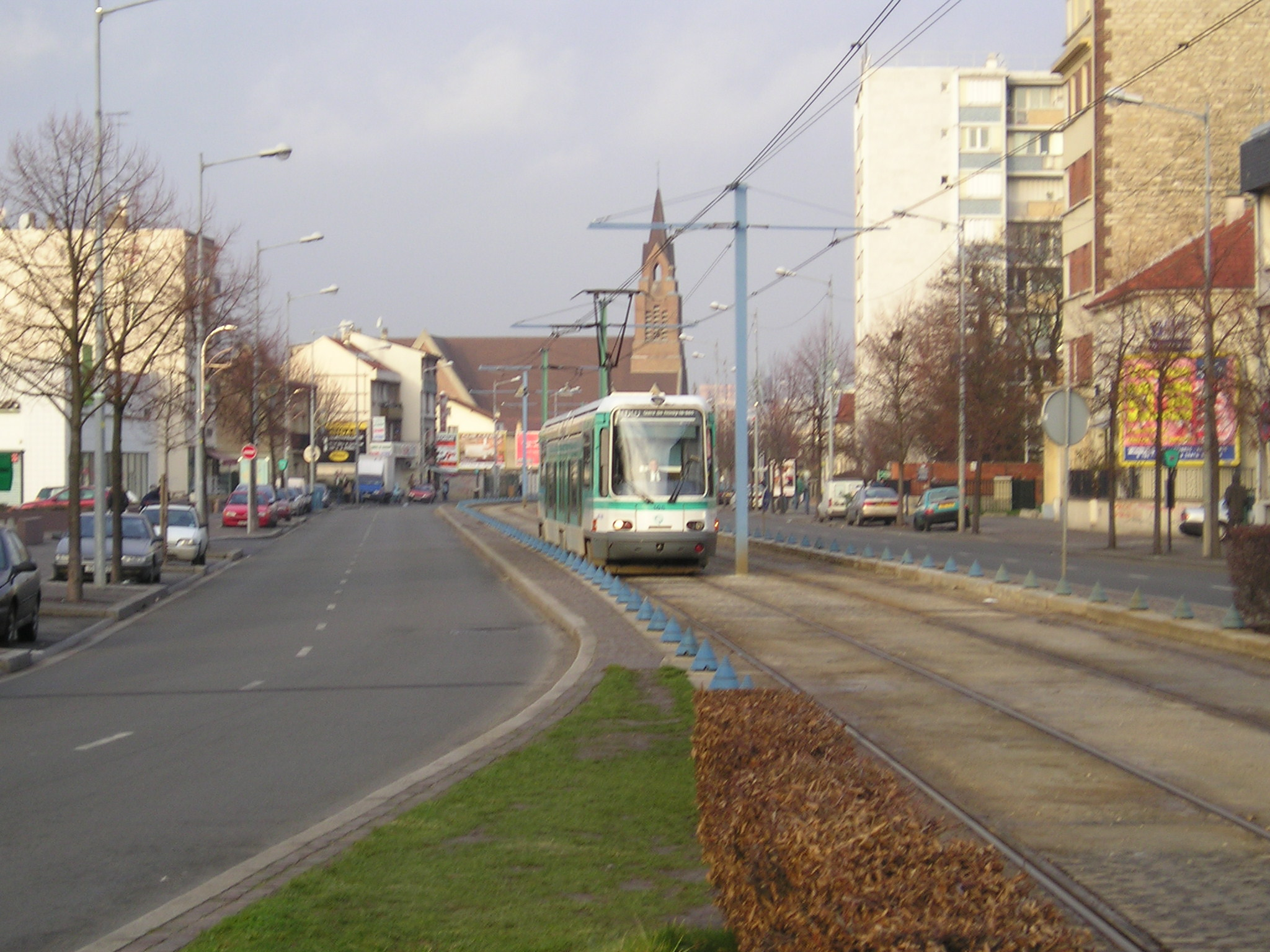
Le tramway à l'arrêt Drancy Avenir, vu sur la Courneuve, en 2004.

Pour autant, le département a été le premier d'Île-de-France à se doter d'un tramway, le T1, qui favorise, depuis 1992 les liaisons entre banlieues,  entre Bobigny et la Courneuve dans un premier temps, parcours étendu vers la gare de Saint-Denis à l'Ouest ensuite, puis vers celle de Noisy-le-Sec à l'Est.
Le Département attend des prochaines années qu'elles soient marquées par la poursuite de l'extension de ce réseau, vers  Asnières - Gennevilliers - Les Courtilles puis Nanterre - La Boule et Rueil-Malmaison à l'Ouest et vers Montreuil et Val de Fontenay vers le sud-est.
Il attend également le prolongement de la ligne 12 du métro vers Aubervilliers et l'ouverture du T11, entre Sartrouville et Bobigny, par réutilisation de la voie ferrée de Grande Ceinture aujourd'hui dévolue au seul trafic de marchandises, ainsi que le prolongement de la ligne 7 du métro parisien vers le Bourget, et la construction du Grand Paris Express.